# トマ＝フランソワ・ダリバール
トマ＝フランソワ・ダリバール（[fr]、1709年フランスのシャロン＝アン＝シャンパーニュ生まれ、1778年没）は、フランスの物理学者であり、世界で初めて雷の実験（避雷針実験）を実施した人物である。 妻は小説家・劇作家であったフランソワーズ＝テレーズ・オメル・ド・サン＝ファリエ。

## ベンジャミン・フランクリンとの関係
1767年、彼はアメリカの科学者であるベンジャミン・フランクリンとフランス滞在中に初めて会い、友人関係になったとされている。
1750年、フランクリンは雷が電気であるかどうかを検証するための実験計画を発表した。彼は、雷雲の中に導体を伸ばして、もし電気が存在すればそれを取り出すという構想を提案した。

## 電気に関する実験

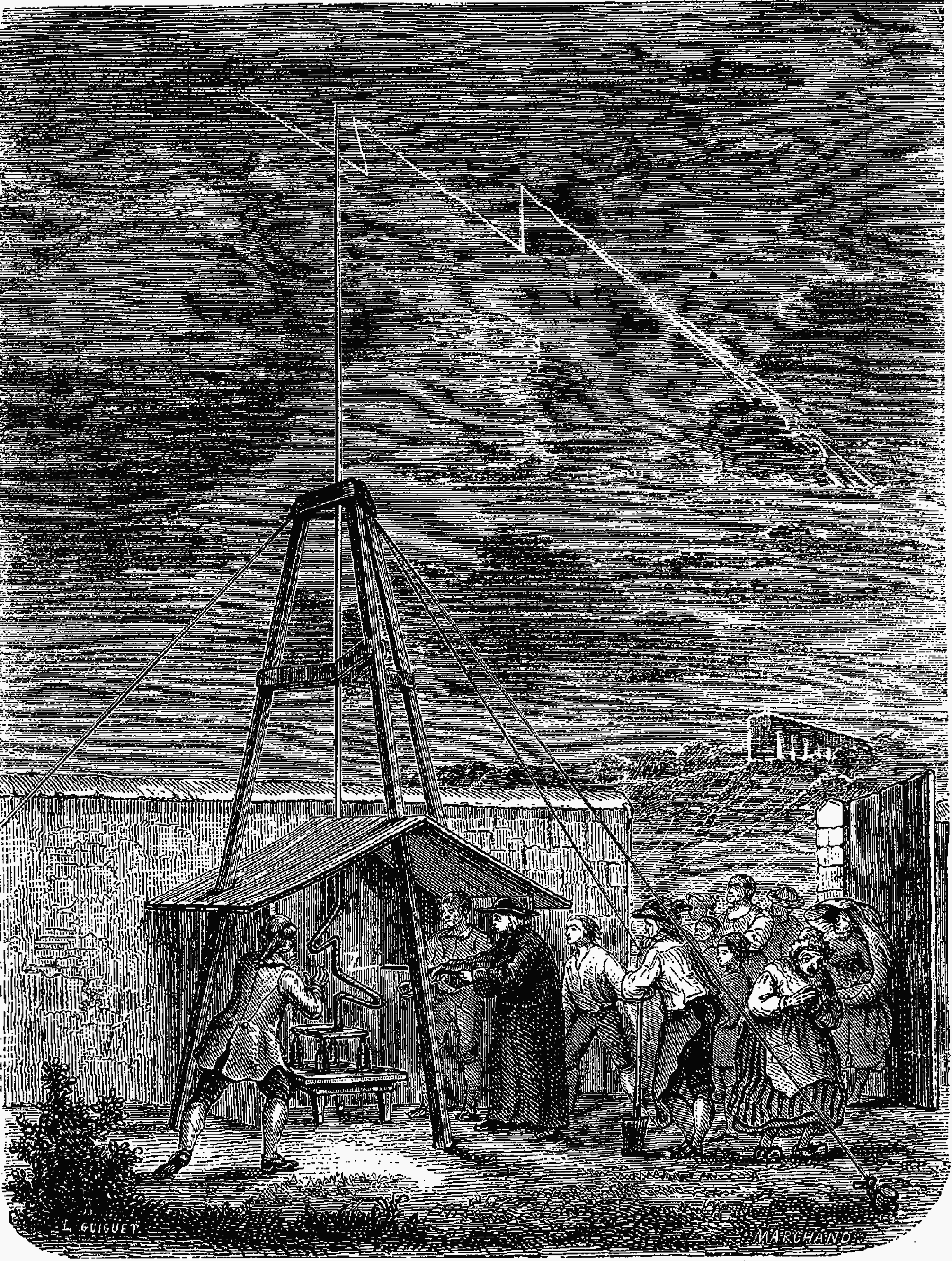
T1- d527 - Fig. 267. — ダリバールのマルリでの実験

ダリバールは、ビュフォン伯爵（ジョルジュ＝ルイ・ルクレール）の助言によりフランクリンの『電気に関する実験と観察』をフランス語に翻訳した人物であり、1752年5月10日、マルリ＝ラ＝ヴィルにおいて高さ約12メートルの金属棒を使ってフランクリンの提案した実験を実施したとされる。彼はポールをワイン瓶で接地したと伝えられ、低い雷雲から電気を引き出すことに成功した。なお、フランクリン自身がこの実験を実際に行ったかどうかは不明である。

## 著作
ダリバールは『パリ植物誌序論、またはパリ周辺に自生する植物の目録（Florae Parisiensis Prodromus, ou catalogue des plantes qui naissent dans les environs de Paris）』（1749年、パリ刊）を著した。